# Jeddah Corniche Circuit
Jeddah Corniche Circuit (arabiska: حلبة كورنيش جدة) är en motorsportbana i Jidda som invigdes i samband med Saudiarabiens Grand Prix under säsongen 2021. Banan byggdes på Jeddah Corniche, i angränsning till Röda havet. Banan designades av Hermann Tilke.